# 1463 Nordenmarkia
1463 Nordenmarkia è un asteroide della fascia principale del diametro medio di circa 44,48 km. Scoperto nel 1938, presenta un'orbita caratterizzata da un semiasse maggiore pari a 3,1634492 UA e da un'eccentricità di 0,1879598, inclinata di 7,28002° rispetto all'eclittica.
L'asteroide è dedicato all'astronomo svedese N. V. E. Nordenmark (1867-1962).